# Lanxess Arena
Die Lanxess Arena (Eigenschreibweise LANXESS arena) ist eine 1998 als Kölnarena eröffnete Multifunktionshalle im rechtsrheinischen Kölner Stadtteil Deutz. Mit bis zu 20.000 Plätzen ist sie die größte Veranstaltungshalle Deutschlands und zählt zu den größten und modernsten der Welt.
In der im Volksmund auch Henkelmännchen genannten Arena werden auf insgesamt 83.700 Quadratmetern Nutzfläche hauptsächlich Sport- und Konzertveranstaltungen sowie Comedyshows, Musicals, Kongresse und Tagungen abgehalten. Für die regelmäßig stattfindenden Eishockeyspiele der Kölner Haie und Veranstaltungen wie Holiday on Ice existiert zudem eine temporär nutzbare Eisfläche. Die Lanxess Arena gehört zu den meistbesuchten Veranstaltungshallen. Zwischen November 2018 und Mai 2019 belegte die Arena mit 699.924 Zuschauern den weltweiten Spitzenplatz, gefolgt vom Madison Square Garden in New York. 2024 wurde  ein neuer Besucherrekord für die Arena aufgestellt. Mehr als 2,4 Millionen Besucher kamen zu den rund 200 Veranstaltungen in die Deutzer Halle. Der bisherige Rekord lag bei 2,1 Millionen Besucher und stammte von 2017. Auch die Kölner Haie stellten in der Saison 2023/24 mit durchschnittlich 16.996 Fans pro Heimspiel einen neuen Eishockey-Europa-Zuschauerrekord auf.

## Veranstaltungen

### Sport

Kölnarena (Logo bis Mai 2008)

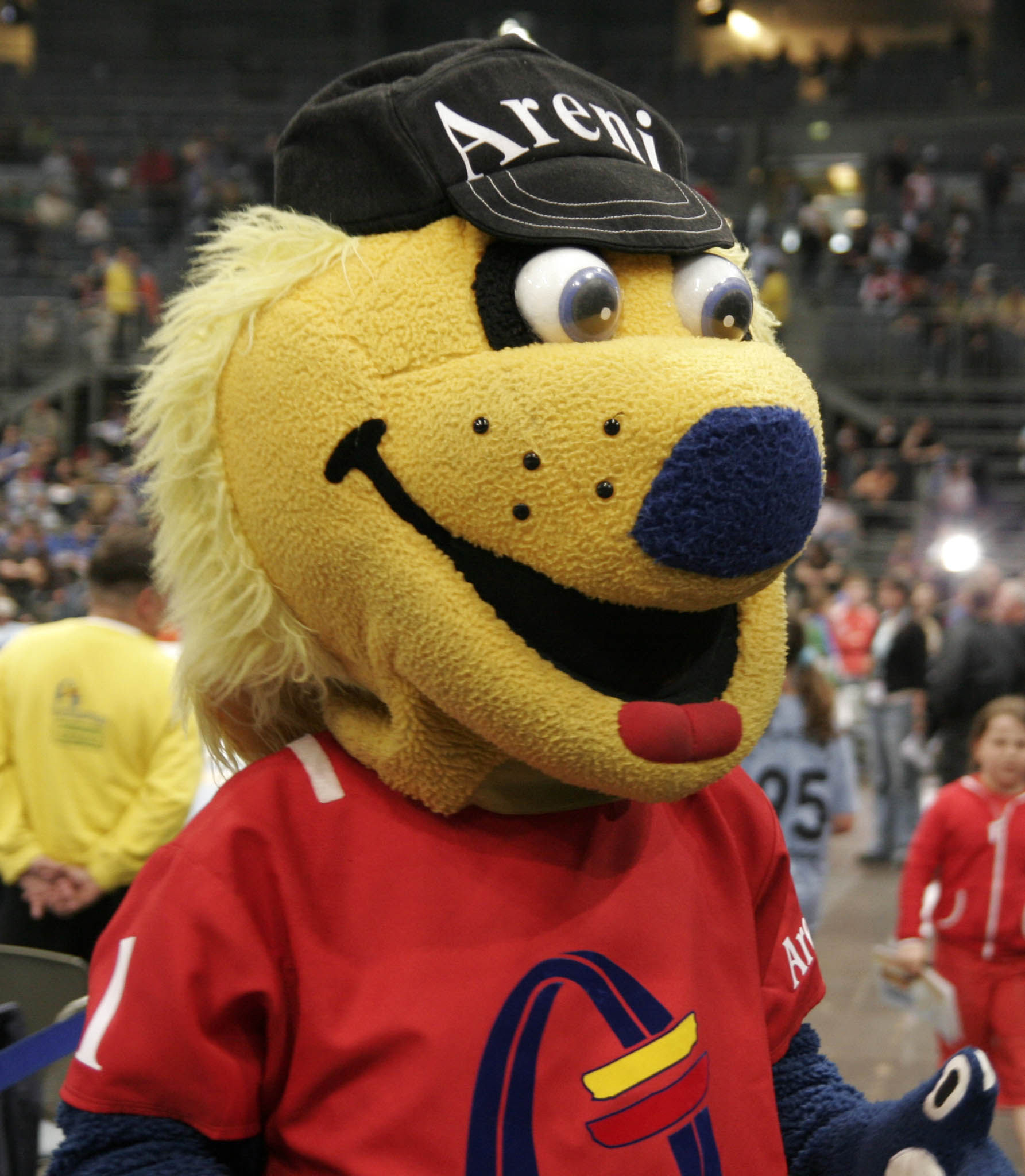
Areni, das Maskottchen der Lanxess Arena

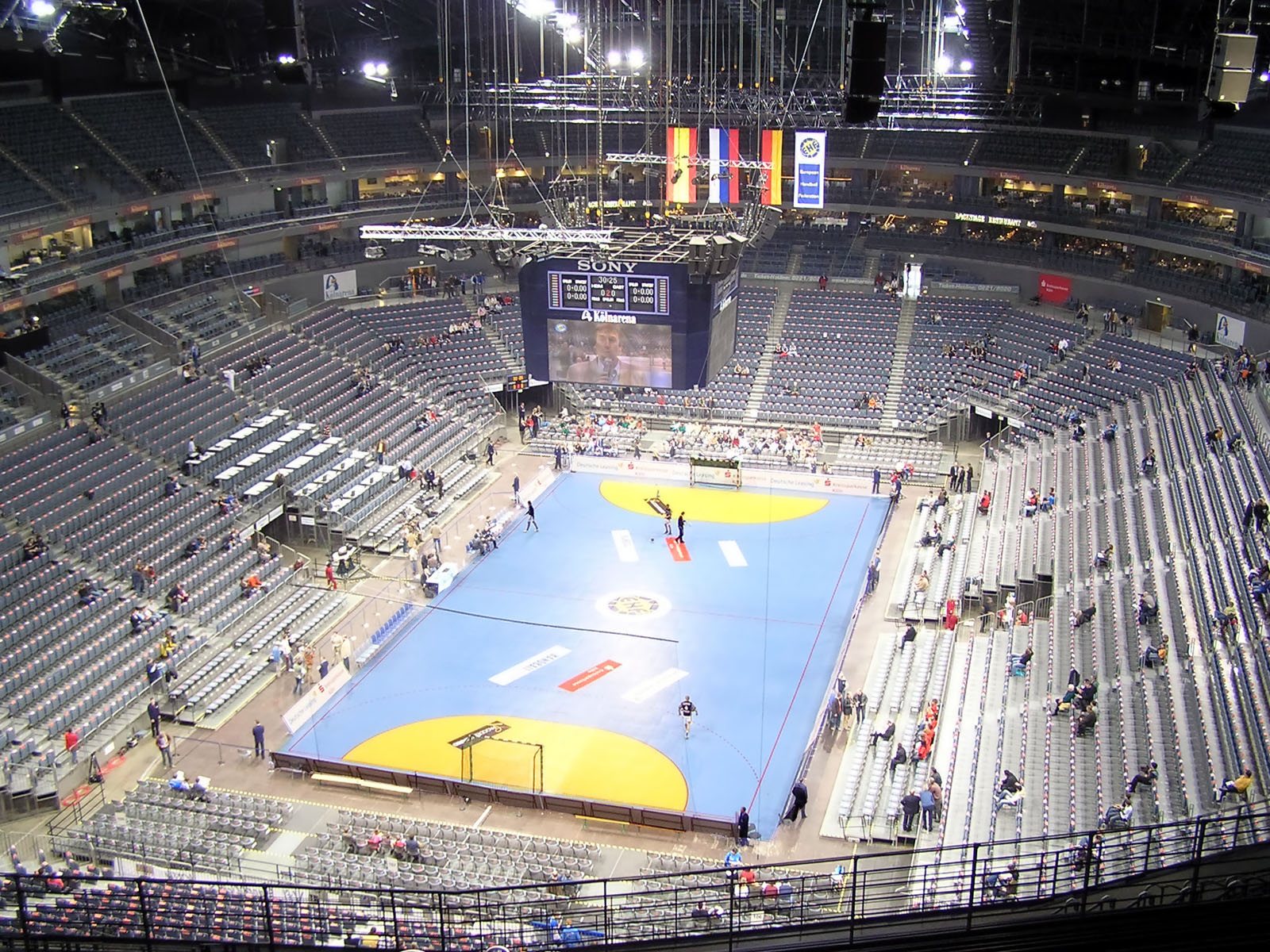
Der Innenraum der Lanxess Arena vor einem Handballspiel

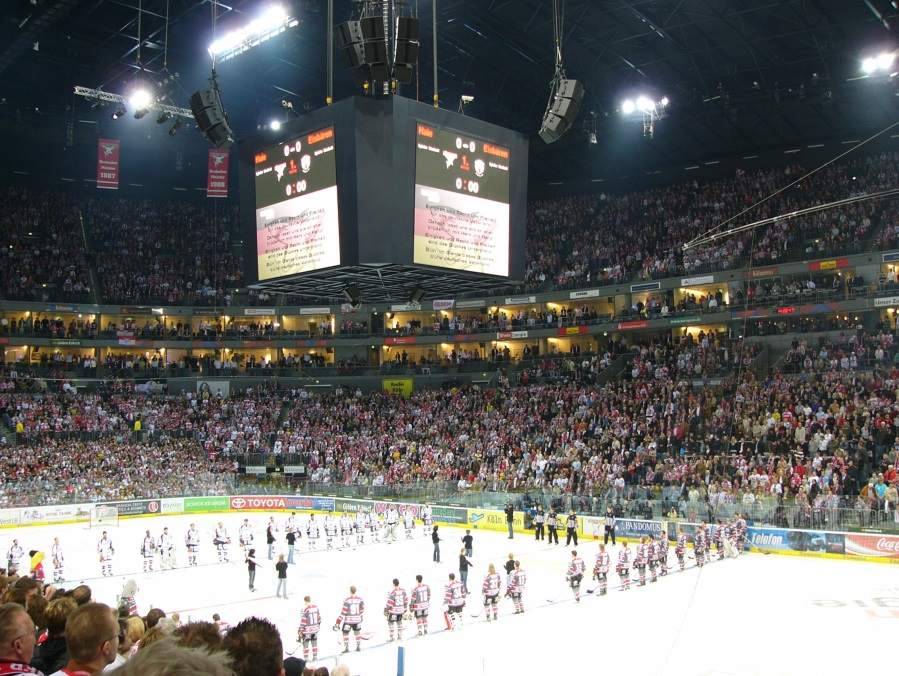
Die Lanxess Arena vor dem vierten Finalspiel der DEL-Saison 2007/08 zwischen den Haien und den Eisbären Berlin.

Regelmäßig tragen oder trugen in der Lanxess Arena folgende Vereine ihre Heimspiele aus:
- Kölner Haie (Eishockey/DEL)
- VfL Gummersbach (Handball/HBL, teilweise in den Jahren 2001–2012)
- RheinStars Köln (Basketball/ProA) (2015–2018)

Im Jahr 2006 fand in der Arena das European Club Championship im Handball statt sowie das Finalturnier der NBA Europe Live Tour. Bei der Handball-Weltmeisterschaft der Männer 2007 fanden acht Spiele in der Arena statt, darunter das Finale. Nach der Eishockey-Weltmeisterschaft der Herren 2001 und der Eishockey-Weltmeisterschaft der Herren 2010 wurde mit der Eishockey-Weltmeisterschaft der Herren 2017 zum dritten Mal ein Eishockey-WM-Turnier in der Arena ausgetragen.
Der Wrestlingveranstalter WWE war bislang fünfmal zu Gast in der Arena, am 1. Mai 2002 im Rahmen der „Insurrextion“-Tour mit dem RAW-Kader, am 10. Oktober 2003 als Teil der „Passport to Pain“-Tour mit dem SmackDown!-Kader, am 23. April 2006 im Rahmen der „WrestleMania Revenge“-Tour erneut mit dem SmackDown!-Kader sowie am 13. Oktober 2007 im Rahmen der „Survivor Series“-Tour mit dem RAW-Kader. Die bis jetzt letzte Veranstaltung war die „WrestleMania Revenge“-Tour des SmackDown!-Kaders am 16. April 2009. Bei diesen vier Veranstaltungen konnten die WWE-Superstars insgesamt ungefähr 40.000 Zuschauer in die Arena locken.
Seit 2000 fanden auch regelmäßig Basketballspiele in der Lanxess Arena statt. Erster Nutzer waren die Telekom Baskets Bonn, welche 2000 für ein Spiel gegen Alba Berlin in die Kölner Arena umzogen. Dort stellten sie mit 18.506 Zuschauern einen neuen Europa-Rekord auf. Zwischen 2001 und 2009 spielten die Köln 99ers regelmäßig in der Lanxess Arena. Allerdings konnte das Team selten genügend Zuschauer in die Arena locken und absolvierten die meisten Heimspiele im wesentlich kleineren GEW Energy-Dome mit lediglich 3000 Plätzen.
Die Fußball-Europameisterschaft 2008 sowie die Fußball-Weltmeisterschaft 2010 wurden zudem im Rahmen einer Public-Viewing-Veranstaltung in die Arena übertragen. Hierbei wurden alle Spiele der deutschen Fußballnationalmannschaft sowie alle Paarungen ab dem Viertelfinale übertragen. Neben dem Innenbereich der Arena wurde auch im Außenbereich eine 50 m² große Leinwand angebracht, wodurch 32.000 Besuchern der kostenfreien Eintritt zu der Veranstaltung ermöglicht werden konnte. Dennoch mussten beispielsweise beim Halbfinale Deutschland – Türkei die Tore bereits zwei Stunden vor Spielbeginn geschlossen werden, da beide Bereiche schon frühzeitig überfüllt waren.
2010 war die Kölnarena einer der Austragungsorte der Eishockey-Weltmeisterschaft der Herren 2010. Unter anderem fanden hier am Pfingstwochenende die Halbfinal- und Finalspiele statt. Seit 2010 findet jährlich das EHF Champions League Final4 der Männer in der Arena statt. Bis mindestens 2029 wird die Veranstaltung in der „Kathedrale des Handballs“ verbleiben.
Im März 2016 geriet die Lanxess Arena bundesweit in die Schlagzeilen. Der Deutsche Handballbund (DHB) hatte die Arena für ein Handballländerspiel der deutschen Nationalmannschaft am 1. April 2016 gemietet. Der Hauptmieter der Halle, die Kölner Haie, erreichte jedoch das Playoff-Halbfinale der Eishockey-Saison 2015/16 und hatte damit für dieses Datum Nutzungsrecht, um das zweite Spiel der Halbfinalserie zu bestreiten. Stefan Löcher, Geschäftsführer der Arena, bestätigte, dass sein Unternehmen für die Doppelbelegung verantwortlich sei. Trotz 13.000 verkaufter Tickets für das Handballspiel stimmte der DHB drei Tage vor dem Termin einer Spielverlegung zu.

### Konzerte
Zahlreiche namhafte Künstler gaben bislang in der Lanxess Arena Konzerte. Das erste Konzert gab am 1. Oktober 1998 der Schweizer Popstar DJ BoBo. Auch die international erfolgreiche Tournee von Night of the Proms füllt regelmäßig an zwei Abenden im Dezember die Arena. Im November 1998 fand dort auch die Deutschlandpremiere von Disneys Mulan statt. Heimspiel haben zudem kölsche Bands wie die Bläck Fööss mit ihren Silvesterkonzerten oder die Höhner, die beide regelmäßig ausverkaufte Auftritte in der Arena haben. Ein Publikumsmagnet im Kölner Karneval ist die Veranstaltung Lachende Kölnarena, der Nachfolger der Lachenden Sporthalle.
Metallica brach auf ihren letzten zwei Konzerten im Herbst 2017 gleich zweimal den Zuschauerrekord: Am 14. September 2017 mit 18.446 und am 16. September 2017 mit 18.483 Zuschauern.
Björn Heuser stellte am 29. September 2018 mit 20.216 Zuschauern einen neuen Zuschauerrekord auf.

### Versammlungen
Darüber hinaus finden in der Lanxess Arena einige Hauptversammlungen von deutschen Aktiengesellschaften statt. Dazu zählen Unternehmen wie Lufthansa, Deutsche Post AG und Deutsche Telekom AG.

### Sonstige Veranstaltungen

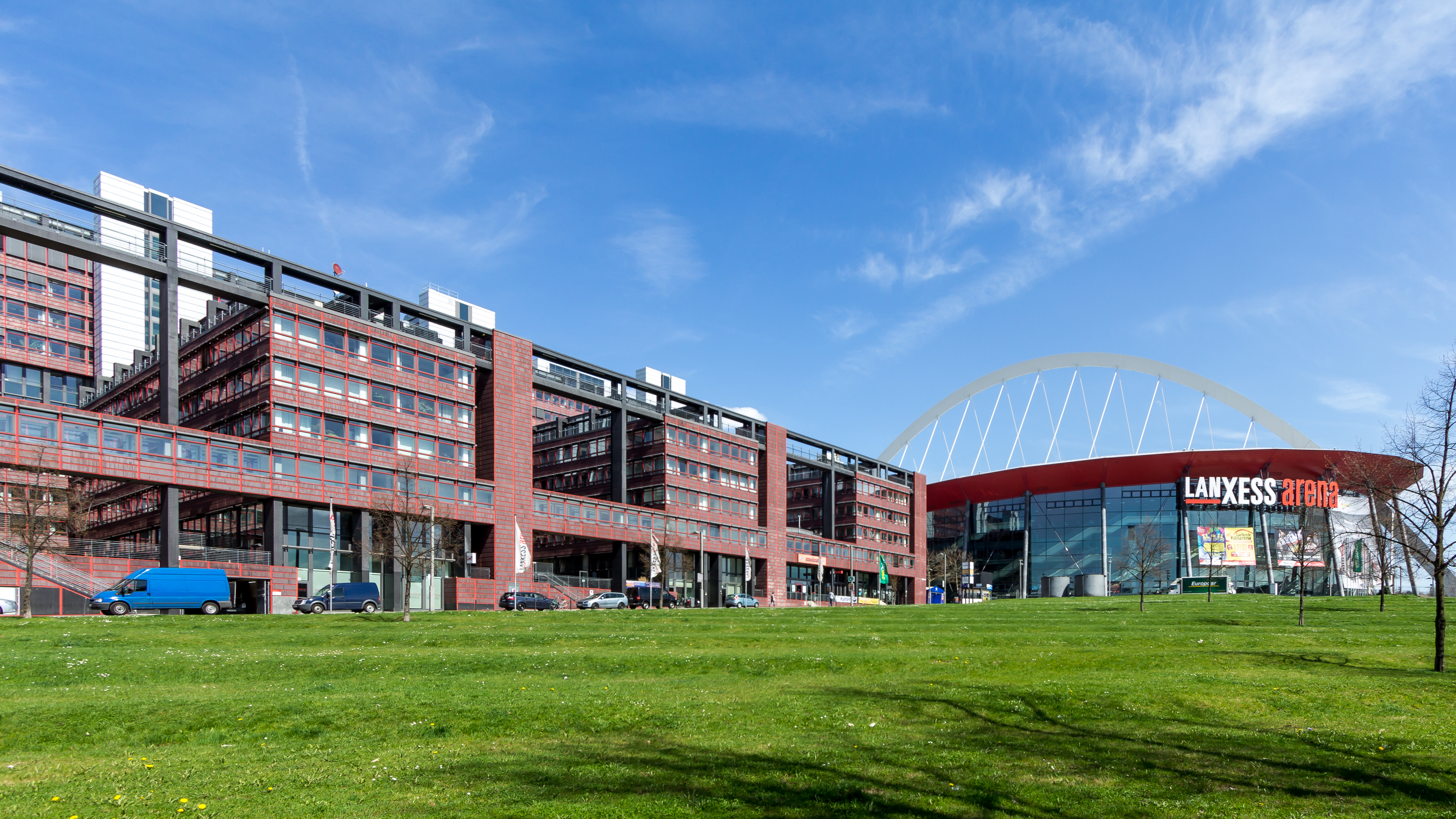
Köln-Deutz, Arena mit Stadthaus

Stefan Raab führte immer wieder Sondersendungen in der Lanxess Arena durch. In der Arena fand unter anderem 2007 der Boxrückkampf gegen Regina Halmich statt. 2008 wurde zudem die erste Autoball-Europameisterschaft in der Arena ausgetragen. 2009 fand hier zum ersten Mal der Deutsche Eisfußball-Pokal statt, und 2011 wurde hier der Bundesvision Song Contest ausgetragen. Seine Live-Show Stefan Raab live! fand 2018 dreimal ebenfalls in der Lanxess Arena statt.
Im Rahmen des Cologne Pride fand hier die COLOUR Cologne statt. Das Finale der Castingshow Germanys Next Topmodel von Heidi Klum fand ebenfalls schon mehrfach in der Arena statt. Zudem fanden hier von 2013 bis 2017 die Videodays statt, die im Rahmen der Spielemesse Gamescom arrangiert wurden. 
Von 2015 bis 2019 wurde mit der ESL One Cologne ein Turnier im Online-Computerspiel Counter-Strike: Global Offensive in der Lanxess Arena ausgetragen. Seit 2022 wird das Turnier nach einer coronabedingten dreijährigen Pause unter dem Namen IEM Cologne in der Lanxess Arena weitergeführt.

## Geschichte
Nachdem am 30. August 1998 in der kleineren und baufälligen Kölner Sporthalle die Abschiedsveranstaltung gefeiert wurde, gab es übergangslos mit der Kölnarena eine große und moderne Veranstaltungshalle, deren offizielle Eröffnung am 17. Oktober 1998 stattfand. Bereits ab dem 11. September 1998 fanden Spiele der Kölner Haie in der Arena statt; auch Konzerte gab es bereits vor der offiziellen Eröffnung.
Die Planungen gehen zurück auf das Jahr 1988, als die Baukonzerne Strabag und Philipp Holzmann mit konkurrierenden Entwürfen die Baupläne für eine große Veranstaltungshalle mit bis zu 45.000 Plätzen vorlegten. Der Rat der Stadt Köln entschied sich mehrheitlich am 22. August 1989 für den von der Strabag vorgeschlagenen so genannten „Europalast“, den auch der damalige Oberstadtdirektor Kurt Rossa favorisierte. Als Standort fand man ein rechtsrheinisches, der Stadt gehörendes 72.500 m² großes Areal neben dem Messegelände im Stadtteil Deutz. Rossa beendete noch im September 1989 seine Tätigkeit, Nachfolger wurde im Oktober 1989 der bisherige Kölner Sportdezernent Lothar Ruschmeier. Ein Kölner Bankenkonsortium unter Führung der WestLB sollte Bankkredite zur Finanzierung der Baukosten zur Verfügung stellen. Das Konsortium sah sich hierzu nach vorheriger Prüfung ähnlicher Arenen insbesondere wegen der Auslastungsprobleme nicht in der Lage und lehnte eine Kreditfinanzierung als risikobehaftet ab.
An einer finanziellen Beteiligung zeigten sich jedoch der Verleger Alfred Neven DuMont und der Bankier Alfred Freiherr von Oppenheim interessiert. Letzterer ließ über Mitgesellschafter Matthias Graf von Krockow am 23. September 1993 ein Treffen mit dem Bauunternehmer Josef Esch arrangieren. Am 1. Oktober 1993 konnte Esch seinen ersten Fonds für einen Bürokomplex in Düsseldorf-Grafenberg gründen. Danach führte Ruschmeier in einem Kölner Hotel vertrauliche Gespräche mit Josef Esch über die Finanzierung einer alternativen „Open-Air-Arena“. Über die 1992 gegründete Oppenheim-Esch-Holding waren die einzelnen geschlossenen Esch-Immobilienfonds Töchter des Kölner Bankhauses Sal. Oppenheim. Das Bankhaus akquirierte aus seinem Kundenkreis und weiteren Persönlichkeiten des rheinischen Millionärsadels Investoren in begrenzter Zahl für ein bestimmtes Bauprojekt. Entscheidend für den Durchbruch dieses Arena-Projekts dürfte gewesen sein, dass Ruschmeier die Kölner SPD-Fraktion statt des beschlossenen „Europalasts“ nun vom kleineren Arena-Projekt von Holzmann überzeugen konnte und zugleich Baron von Oppenheim und Neven DuMont ihre frühere Präferenz für den „Europalast“ aufgaben.
Die Stadt verkaufte ihr Deutzer Grundstück an den Objektfonds zum Preis von 37 Millionen DM, obwohl dessen Grundstückswert von der Kommune mit 83 Millionen Mark taxiert worden war – ein Preisnachlass von 46 Millionen Mark. Zweifel ließen die Realisierung des Projekts noch bis 1996 hinauszögern, weil sich der Bau einer bloßen Veranstaltungshalle später ökonomisch möglicherweise nicht lohnen könnte; deshalb entschied man sich, dass die Halle eine Randbebauung erhalten sollte. Da Mieter hierfür nicht in ausreichender Zahl zu finden waren, entschied der Stadtrat, dass ein Teil der Stadtverwaltung in diese Gebäude ziehen sollte. Die für das Gesamtprojekt „Kölnarena“ zuzüglich Mantelbebauung (Rathaus, Parkhaus) veranschlagten 900 Millionen DM (300 Millionen für die Arena, 600 Millionen für das Rathaus) konnten die Initiatoren des Esch-Fonds binnen einer Woche bei insgesamt 77 Anlegern aufbringen. Jeder von ihnen – als Kommanditist am Immobilienfonds Köln-Deutz Arena beteiligt – zahlte durchschnittlich 15 Millionen DM Eigenkapital ein, Alfred Freiherr von Oppenheim ist mit 20 % größter Kommanditist. Ihnen wurde bis 31. Januar 2028 eine jährliche Gewinnausschüttung von 4 % versprochen. Zu den Zeichnern gehörten neben Alfred Neven DuMont und Alfred Freiherr von Oppenheim unter anderen auch Otto Wolff von Amerongen, die Papierfabrikantenfamilie Zanders, die Neusser Werhahn-Familie oder Henry Maske.
Im Jahre 2000 wurde zudem die „Kölnarena 2“ eröffnet, die ebenfalls zur Randbebauung gehört und in der seitdem die Kölner Haie ihr Trainings- und Verwaltungszentrum haben. Betrieben wird die Arena von der ARENA Management GmbH, einer ehemaligen Holzmann-Tochtergesellschaft, deren Geschäftsführer zunächst Ralf Bernd Assenmacher und Götz Gessner waren. Assenmacher beendete seine Tätigkeit am 30. September 2010, sein Nachfolger wurde Stefan Löcher.
Seit dem 2. Juni 2008 trägt die Arena den Namen Lanxess Arena aufgrund einer vertraglich geregelten Kooperation zwischen den Betreibern der Kölnarena und dem Spezialchemiekonzern Lanxess. Die Kooperation war zunächst für zehn Jahre vereinbart worden und wurde 2017 bis zum 31. Dezember 2023 verlängert. Im Oktober 2023 wurde bekanntgegeben, dass die Kooperation zwischen der Arena und Lanxess um weitere 5 Jahre bis 2028 verlängert wurde. 2012 wurde die Betreibergesellschaft der Arena von CTS Eventim übernommen. Der Pachtvertrag der Betreibergesellschaft mit dem Eigentümer läuft bis 2032.
Zu der Karnevalsveranstaltung 11. im 11. – immer wieder kölsche Lieder am 10. November 2012 wurde die Marke von 25 Millionen Besucher überschritten. Seit der Eröffnung 1998 gab es über 2400 Veranstaltungen in der Arena. Im Jahr 2014 war die Halle mit knapp 1,5 Millionen Besuchern bei 158 Veranstaltungen Deutschlands meistbesuchte Arena. Weltweit lag sie auf dem neunten Rang.
Am 22. Dezember 2015 wurde bekanntgegeben, dass Junson Capital Company Limited aus Hongkong die Lanxess Arena mit der Trainingshalle und die Mirae Asset Global Investments Group aus Südkorea das Technische Rathaus, ein weiteres Bürogebäude sowie ein Parkhaus vom bisherigen Eigentümer, der Immobilienfonds Köln-Deutz Arena und Mantelbebauung GbR, übernehmen.

## Architektur

### Bauliche Daten
- Baubeginn: 1. Spatenstich: 31. Juli 1996
- Bauzeit: 26 Monate
- Investitionssumme: 300 Millionen DM (etwa 153 Millionen Euro)
- Gesamtfläche über alle Ebenen: 83.700 m²
- Grundfläche: 16.800 m²
- Länge und Breite: 140 m lang, 120 m breit
- Gesamthöhe mit Bogen: 76 m
- Höhe Innenraum: 42 m (höchster Punkt)
- Zuschauerplätze: ca. 7.000 (Unterrang), ca. 20.000 (Maximalkapazität)
- Maximale Aktionsfläche: 52 m × 84 m
- Belastbarkeit: 2.500 kg pro m²
- Abmessungen der Bühne: bis zu 50 m × 40 m
- Hinterbühnenbereich: 700 m²
- Belastbarkeit des Daches: bis zu 90 t

### Bogen
Der Bogen, in Polen produziert, ist die weithin sichtbare Trägerkonstruktion für das Dach der Halle; er ist für Wartungszwecke begehbar. In der Höhe oberhalb der Dachkante befindet sich auf beiden Seiten des Bogens ein Eingang, ebenso im Scheitelpunkt des Bogens in 76 m Höhe. Eine eingeschweißte Treppe im Bogenverlauf ermöglicht den Durchgang.
Der Bogen hat die Außenmaße von 3 m × 3 m und eine Abwicklung von 250 m. Die kurze Fläche hat eine Breite von 0,5 m. Der Bogen besteht aus insgesamt 10 Einzelteilen. Das größte davon hat ein Gewicht von ca. 90 t. Bei der Montage wurden je zwei Teile einer Seite getrennt angeliefert und vor Ort verschweißt. Während der Montage wurden die jeweiligen Enden auf der Nord- und Südseite der Arena auf entsprechenden hydraulischen Betonplattformen abgestützt.
Die Abhängungen vom Bogen zum Dach haben einen Außendurchmesser von 220 mm und eine Wandstärke von 18 bis 30 mm. Der erste Abhänger auf der Südseite der Lanxess Arena kann eine Last von bis zu 360 t aushalten. Im Falle von Unwettern bestand ein hohes Risiko, dass sich die Abhänger aufwiegeln, ins Schlingern geraten und so erheblichen Schaden anrichten konnten. Aus diesem Grund spannte man im unteren Drittel der Abhänger ein Drahtseil, bestehend aus Edelstahl, mit einem Durchmesser von 6 mm. Die Bodenlager des Bogens auf der Nord- und Südseite sind so gearbeitet, dass sich der Bogen in alle Himmelsrichtungen frei bewegen kann. Diese Lager können eine Maximallast von 2500 t aufnehmen.

### Dach
In die Außenhülle des Daches sind Rippen eingearbeitet, die den gleichmäßigen und langsamen Abfluss von Regenwasser in die Regenrinne gewährleisten. Somit wird verhindert, dass sich die Regenrinne ungleichmäßig füllt und/oder durch die Dachneigung überläuft. Die eingearbeitete, von unten nicht ersichtliche Regenrinne befindet sich im Randbereich und wird von der Verkleidung komplett verdeckt. Die Regenrinne hat die Innenmaße von B×H 1,5 × 1,8 m und jedes der 24 Bauteile wiegt ca. 7 t. Aufgrund der Dachneigung von der Süd- zur Nordseite mit einem Höhenunterschied von 12 m wurden in die Rinne Stufen eingebaut, die das Wasser in seinem Fluss beruhigen sollen. Auf der Nordseite fällt das Wasser durch zwei Durchlässe in ein Auffangbecken, um es nochmals zu beruhigen, bevor es in das Kanalsystem abgeleitet wird.

### Akustik
Die Akustik in der Lanxess Arena ist aufgrund der baulichen Besonderheiten schwierig. Sie bereitete besonders in der Anfangszeit vielen Bands große Probleme, da es sich für die Tontechniker als nahezu unmöglich herausstellte, die leere Halle (ohne Zuschauer) im Soundcheck einzuschätzen. Besondere Probleme bereiten die großen Glasflächen der VIP-Lounges, die wie ein Band auf halber Höhe der Zuschauerränge entlang der Arena angeordnet sind. Reflexionen an diesen Glasflächen plus reflektierter Schall von der gewölbten Decke machen die Beschallung selbst bei gefüllter Halle zur tontechnischen Herausforderung, die ohne aufwändige digitale Korrekturmaßnahmen nicht gemeistert werden kann. Durch entsprechend angepasste Tontechnik ist jedoch, zumindest bei Klassikkonzerten, ein zufriedenstellender Klang möglich.
Bei Rock- und Popkonzerten mit höheren Pegeln kommt es weiterhin zu Problemen. Das Konzert von Prince vom 27. Juli 2011 musste nach Beginn für ca. eine Stunde unterbrochen werden, da es nicht gelang, die Bühnen-PA des Künstlers in die Rangbeschallung der Arena zu integrieren. Auch das einzige Deutschlandkonzert von Paul McCartney am 1. Dezember 2011 litt unter gravierenden Soundschwierigkeiten, ebenso wie das Konzert von Beyoncé am 15. März 2014.

### Kölnarena 2

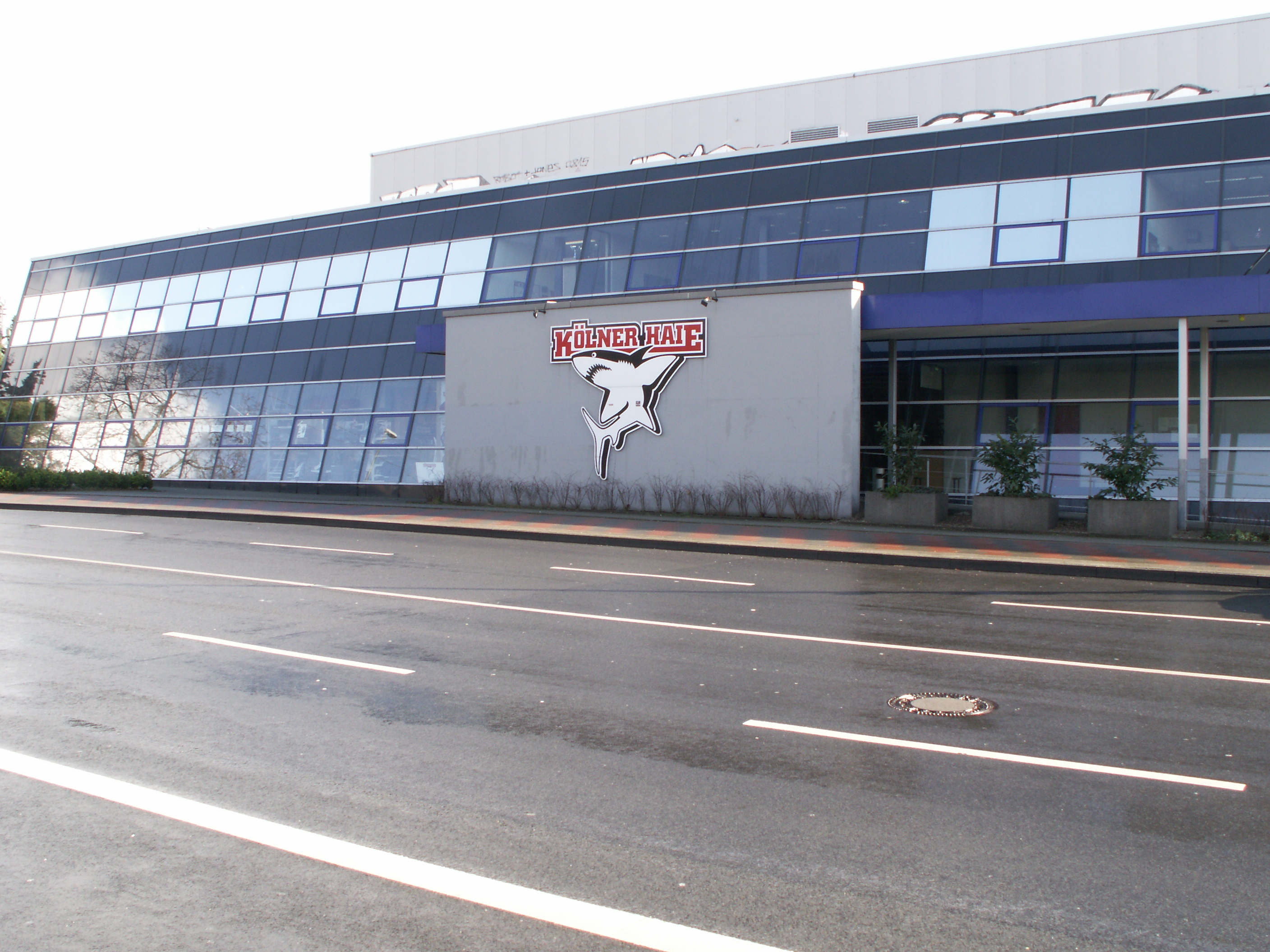
Die Kölnarena 2: Trainings- und Verwaltungszentrum der Kölner Haie

Die Kölnarena 2 ist das Trainings- und Verwaltungszentrum der Kölner Haie und befindet sich fußläufig von der Lanxess Arena entfernt.

## Verkehrsanbindung
Die Lanxess Arena ist direkt an mehrere Hauptverkehrsachsen, unter anderem den östlichen Zubringer als Verlängerung der nur rund 400 Meter von der Arena entfernt endenden A559 angeschlossen und verfügt über ein angebundenes Parkhaus mit rund 1750 Stellplätzen. Eine Tiefgarage mit rund 630 und ein Parkplatz mit rund 300 Plätzen im Bereiche der Arena 2 ergänzen das Angebot. Die Anbindung an das öffentliche Verkehrsnetz der Stadtbahn Köln erfolgt über die zwei Haltestellen Bf Messe/Deutz westlich sowie Deutz Technische Hochschule östlich der Arena. Die Buslinien der KVB halten in unmittelbarer Nähe. Der Bahnhof Köln Messe/Deutz mit S-Bahn-Haltepunkt sowie Regional- und Fernverkehrsanschluss ist über eine Fußgängerbrücke direkt erreichbar.

## Kritik
Zusätzlich zur Lanxess Arena wurden auf dem Gelände zwei Verwaltungsgebäude gebaut. Diese sind laut Presseberichten zu überteuerten Mieten und mit falschen Angaben zur Grundfläche an die Stadt Köln vermietet. Der für diesen Vorgang verantwortliche ehemalige Oberstadtdirektor Lothar Ruschmeier (SPD) war zusammen mit Josef Esch und Matthias Graf von Krockow Geschäftsführer der Oppenheim-Esch-Holding GbR, die den Immobilienfonds Köln-Deutz Arena aufgelegt hat.